# دانا بيرينو
دانا بيرينو (بالإنجليزية: Dana Perino) (و. 1972 – م) هي سياسية من الولايات المتحدة الأمريكية ولدت في إيفانستون.
تولت منصب السكرتير الصحفي للبيت الأبيض .